# أنطونيو بيلوتشي
أنطونيو بيلوتشي أو أنطونيو بيلوكي (بالإيطالية: Antonio Bellucci)‏ هو رسام إيطالي، ولد في 1654 في Pieve di Soligo ‏ في إيطاليا، وتوفي بنفس المكان في 1726.

## معرض صور

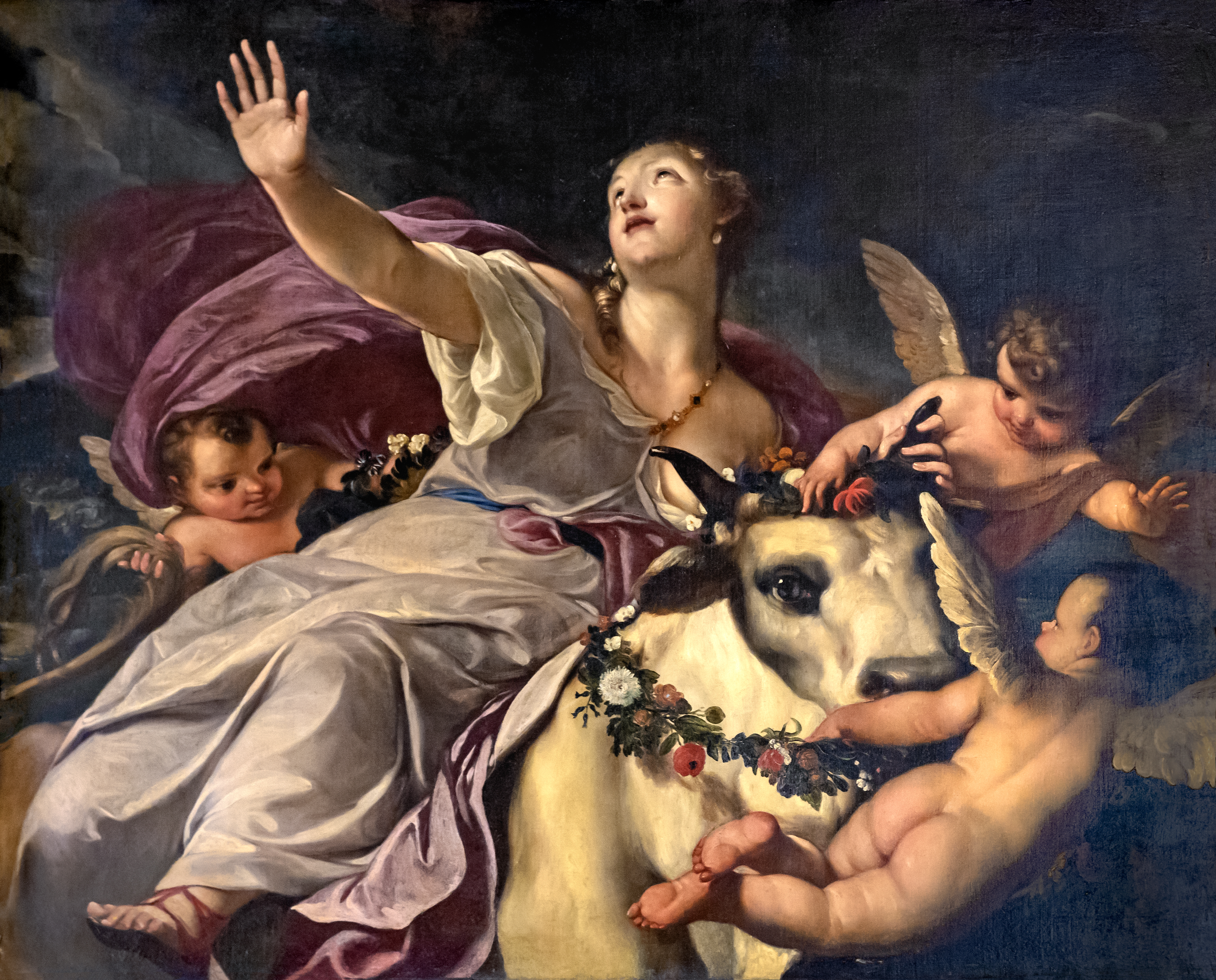
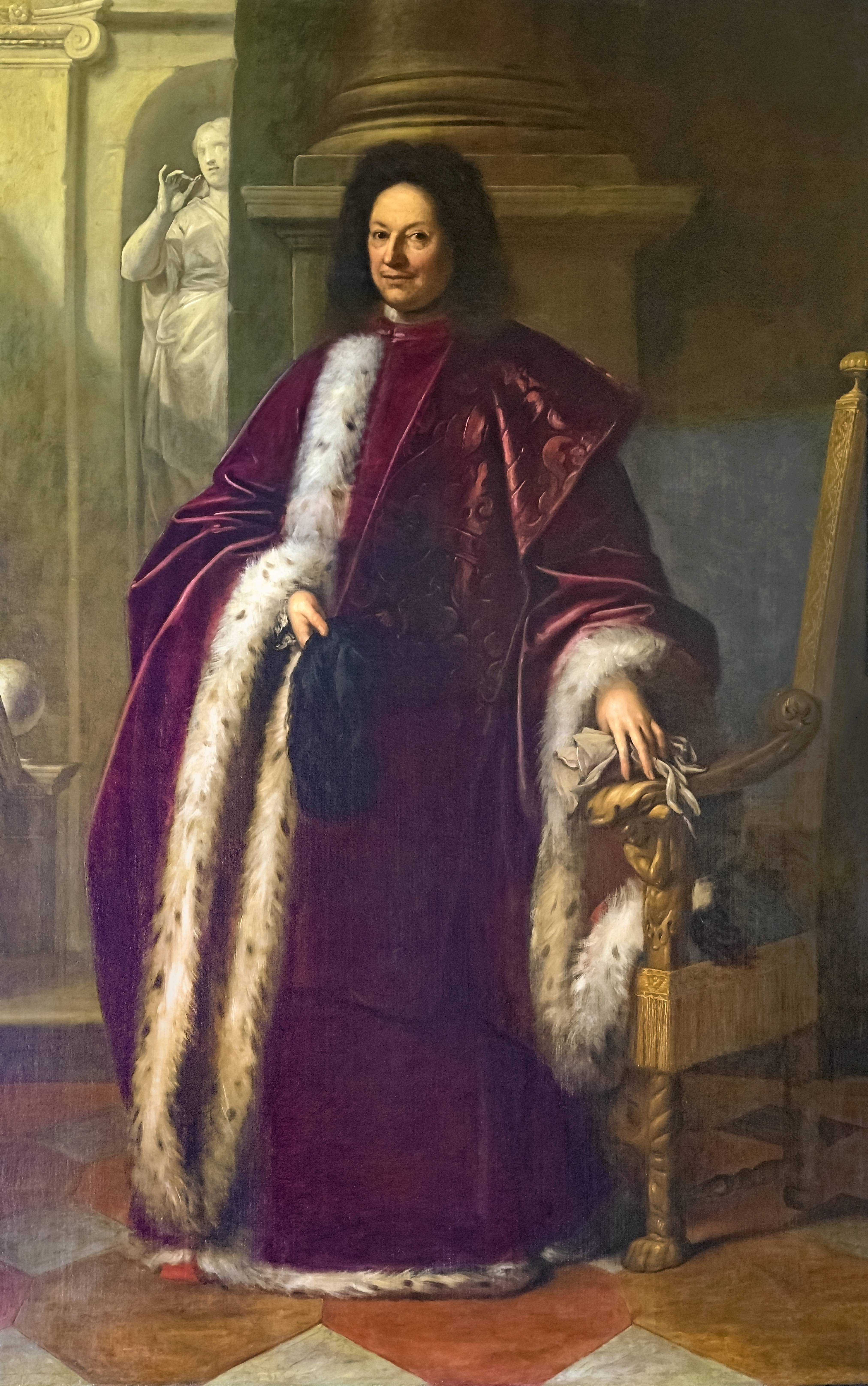
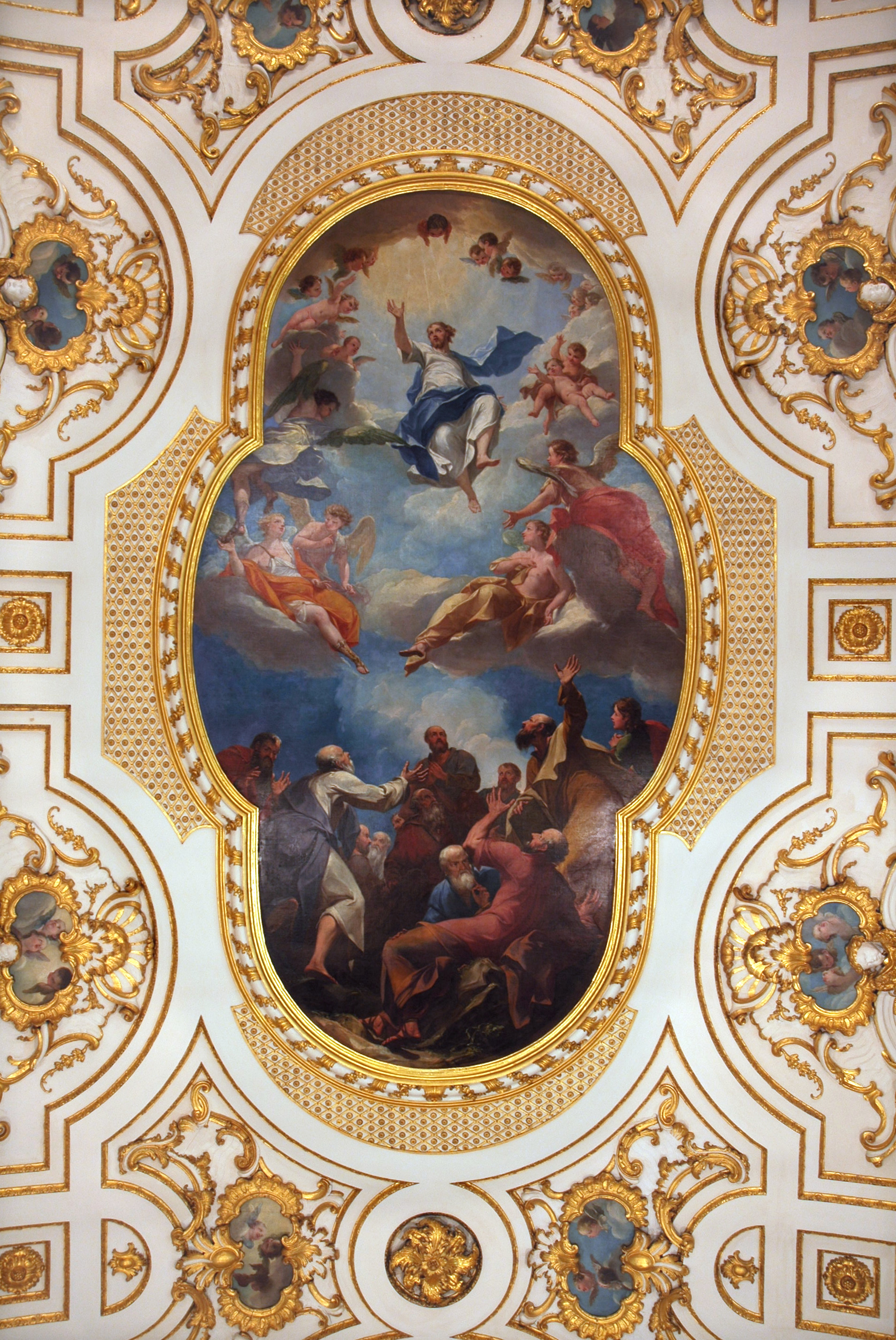
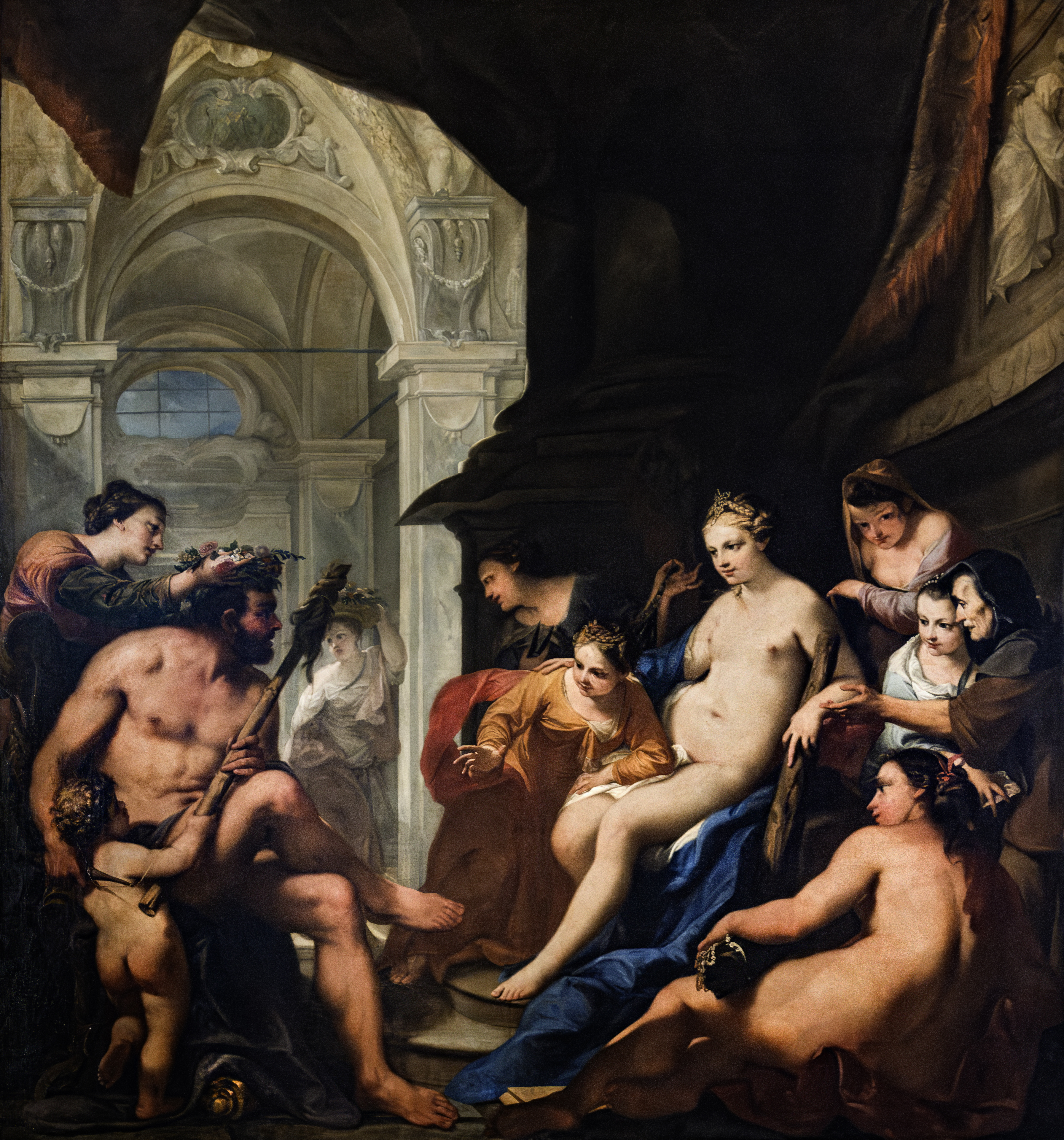